# クロスプログラム
クロスプログラム、またはクロス・プログラム・プロモーションは、放送の編成における用語。ある放送番組と次の放送番組の間（ステーションブレイク）の短い時間帯において、ほかの番組を宣伝すること、または複数の番組を通じてキャンペーンを展開すること、およびその放送素材自体を指す。
本記事では特に、テレビ番組やラジオ番組の終了時に放送する次の番組の告知について扱う。

## 編成方法
通常は5秒 - 15秒程度で、基本的には「この後は○○（番組名）」や「○○（番組名）、この後すぐ」といったナレーションとともに次の番組を紹介することが多いが、ニュース番組では告知の代わりにニュースの主要項目を紹介することがある。日本のテレビ放送では主にプライムタイム中心に放送されるが、2000年代以降、特に19時台から20時台においてはフライングスタートの一般化により実施例が減少している。
ラジオでは、ステーションブレイクや時報を挟む場合、前番組と次番組のDJがリレートークをする「クロストーク」という形で行う場合もある。

## 主な放送局の対応
以降の各局のチャイムも、地域によっては存続していることもある。
なお、次の番組が生放送となる場合（特に、報道番組・情報番組・ワイドショーなど）はそのクロスプログラムも生放送（あるいは当日放送する予定の映像素材を出して生ナレーションを入れる）とすることがある。

### NHK
NHKはCMがないため、クロスプログラムを行うことはない。ただ、一部の報道番組（『ニュースウオッチ9』『サタデーウオッチ9』など）では直前が定時ニュースである場合にアナウンサーが「続いて○○（番組名）です」と言って締めたり、エンドクレジットの文面を「つづいて ○○（番組名）」とする対応を取っている。
2024年度のラジオ第1放送では、午前〜夕方のワイド番組『ふんわり』『まんまる』『関西ラジオワイド』において、番組終了間際に次番組のパーソナリティーが出演して番組告知することがある。

### 日本テレビ
※日本テレビでは「クロスプラグ」、「ブリッジ」と呼ばれている。
- 1990年代から2000年代初頭までは『チャララララーン』というジングル音があったが、現在は廃止されている。
  - 但し、番組共通での使用廃止後も『news zero』や『真相報道 バンキシャ!』などの一部番組では番組独自のジングル音を用いて5秒予告を行っている番組がある。
- 当初は水・土曜日のみに行われていたが、後に全ての曜日に行われる様になった。
  - 但し、かつて月曜日に放送していた『燃える!お兄さん』は、第1回のみ行われていた。
  - また21時台の番組は、20時台の番組が終了後に行い、更に『NNNニューススポット』終了後にもう一回行われていた。
- 月〜金の19:00に放送された『追跡』の後期では、直前番組『NNNニュースプラス1』終了後、局アナの紹介と共に出演者の青島幸男と高見知佳がコント形式で『追跡』の放送内容を紹介した後、高見が19:30枠の番組（『コボちゃん』『木曜スペシャル』など）を紹介して、高見の「7時からは、日本テレビが面白い!」と締めた（なお、系列局向けには、別途『追跡』単独による通常サイズのクロスプログラムが配信された）。また『追跡』終了後には、高見が19:30枠番組を紹介した。
- なお、『24時間テレビ』や日テレで中継される大型スポーツイベントなどが近い場合はそれらの告知に差し替えていた。しかし、2000年以降からは次の番組の告知のみならず、「明日のこの時間は」というように翌日のその時間の番組も告知するようになり、大型イベントが近い場合はそれを差し替えている。
- また、民放各局のクロスプログラム時間は一定されているが、日本テレビは夜のみ、不定期に15秒早まる事が有る。
- 2016年10月から、『news every.』（関東のみ）、『真相報道 バンキシャ!』（番組終盤のローカル枠の差し替えを行使しない局のみ）からゴールデンタイムの番組エンディングでクロスプログラムの前に、次の番組の予告が画面上部にテロップで出されるようになった[注 2]（『ベストヒット歌謡祭』など特別番組になる場合も同様に出されることがある）。ドラマの場合は次回予告の最後に表示される。
- 改編期など、時期によってはクロスプログラムの時間が拡大されることもある。

### テレビ朝日
- 共通ジングルは設定されていない[注 3]。
- 1980年代までは20時枠の番組終了後に「夜のミニミニ招待席」のタイトルでアナウンサーが21時からの番組紹介をしていた（冒頭で直前の番組に触れる事もあった）。番組自体は関東ローカルでも朝や午後、深夜の時間帯に「朝・昼のミニミニ招待席」「ミニ・スポット」「TVクリップ」「ミッドナイトTVホットすぽっと」などのタイトルで番宣番組として放送していた。
- 2010年4月より、20時枠の番組と21時枠の番組は、直前番組の出演者（またはナレーター）が「『○○』の後は!」（または「この後は!」）と言ってから行う様になった（後に20時枠の番組は廃止、現在は水曜日と木曜日の21時枠のドラマのみ実施）。
  - ただし『ミュージックステーション』などの様に、一部行われていない番組もあった。また直前番組が『スーパーベースボール』などのスポーツ中継や、レギュラー番組の拡大版以外の単発特番の時は行われない。
  - またアニメのため前後半体制となっていた火曜日（2010年4月〜2011年3月まで）と金曜日の19時台（2019年9月まで）では、前半枠のアニメ（『スティッチ! 〜ずっと最高のトモダチ〜』『ドラえもん』）のキャラクターが、後半枠のアニメ（『デジモンクロスウォーズ』『クレヨンしんちゃん』）を予告する事は無かったが、『クレヨンしんちゃん』に関しては、表示のみではあるが、2016年4月から2019年9月までは『ミュージックステーション』に加え、21時台の『金曜☆ロンドンハーツ』→『ザワつく!金曜日』も予告していた。ただし、例外で2010年6月25日に1時間番組『ドラえもん 世にもフシギなぞなぞスペシャル』を放送した時には、ドラえもんが担当[注 4]した。
  - 月曜・火曜21時台の番組終了後の『報道ステーション』（かつては水曜・木曜も）と金曜20時台の番組終了後の『ミュージックステーション』（『Mステ』終了後の『報ステ』含む）と土曜20時台の番組終了後の『サタデーステーション』のそれぞれの生放送番組と日曜20時台の番組終了後の『日曜プライム』（2017年4月から2018年3月までは『サンデーステーション』）へのクロスプログラムは（前の番組の出演者が出演するパターンではなく）、その日の番組内容の予告になっている。
  - 朝日放送（現・朝日放送テレビ）制作の番組におけるクロスプログラムについては、「◯◯の後は、こちらの番組」と言うだけで、番組名は言わない[注 5]。
- 2018年4月改編からは20時台番組の終了後、21時台番組の予告に続いて当日放送の『報道ステーション』の予告（スタジオからの生放送）が15秒挿入されるようになった（2019年10月改編から金曜日は『ミュージックステーション』の生予告と連続となる）[注 6]。

### TBS
特記がない場合、TBSテレビ(東京放送運営時代も含む)の事象について述べる。

※TBSにおいては「クロスプラグ」と呼ばれている。これは「クロスプログラム」の「プログラム」がなまったという説もあるが、TBS内部の文書によれば「コンセント（プラグ）を差し込むような形で後番組へスムーズに移行する、という意味合いがある」と解説されている。
- 1986年10月、プライムタイム帯において在京局で初めてクロスプログラムを採用。エンドカード映像からジングル音の『キンコーン』が鳴りながら画面が横回転（左回り）し、「つづいて(もしくは「まもなく」「○時から」)○○○○(番組名)」のテロップと共に次の番組の告知アナウンスをするというフォーマットが1994年まで使われた。「日本レコード大賞」でも次のドラマの宣伝に使われ、「JNNスポーツチャンネル」の後に「情報デスクToday」を告知するのにも使われた(後者は「情報〜」のネット局であってもネットしない局もあった)。ただし、前後の番組が生放送（ニュース番組・ナイター中継を除く）の場合ジングル音は鳴らず、画面の回転演出もなかった（例として「世界まるごとHOWマッチ」→「ザ・ベストテン」、「クイズダービー」→「突然バラエティー速報!!COUNT DOWN100」）。またヒッチハイクCMの設定がある場合、エンドカードとヒッチハイクCMの後に番組告知する例もあった。
  - TBSテレビのみ17時台のドラマ再放送枠終了後に『テレポートTBS6』→『JNNニュースの森』のクロスプログラムも放送されていた。一部系列局でも同様に17時台の番組終わりにローカルニュース→『ニュースの森』の予告を挿入しており、1990年3月までの毎日放送など一部系列局ではさらに18時台前半のローカルニュース終了後に『JNNニュースコープ』の予告を独自で挿入していた（CBCテレビのようにローカルニュースのエンディングの挨拶で予告を入れた局もある）。TBSは『テレポートTBS6』の終了時に生放送で予告を入れた。
  - 『ニュースの森』開始後にローカルニュースが18時台後半に移った後は、TBSテレビは『ニュースの森』終了後にクロスプログラムを流し、毎日放送やCBCテレビなど一部系列局もローカルニュースの終了後にTBSから配布されたクロスプログラムを流していた（CBCテレビは単発枠だった金曜のみ予告テロップをローカルニュースのエンディングに表示）。
  - 系列局では次番組がローカル番組に差し替えとなる場合でもジングル音の『キンコーン』は鳴ることがあった。例として北海道放送（HBC）の「ほっとないとHOKKAIDO」の開始前のクロスプログラムでは生放送を行うスタジオの映像が出たあとで『キンコーン』が鳴り、司会者が告知を生で行っていた。山陰放送（BSS）では、「ニュースの森」のネット枠終了時のエンドカード(自社出し)から独自にジングル(他番組から取ったとみられフェードアウトしていた)を入れ「テレポート山陰」の告知を行ったほか、「テレポート山陰」のエンドカードから次のネット番組も告知した（他の系列局でもこの方式をとる局があった）。テレビ山口では夕方のネットワークニュースから『tysスーパー編集局』に切り替わる際にこの音を使用していたことがある。
  - なお1990年に、秋山豊寛の宇宙飛行が放送される前は、告知の後、出演者の「そして」（あるいは「それから」）の次にもう1回画面が回転し、ロケット打ち上げ動画をバックに「12月2日、日本人初!宇宙へ」のナレーションが入るか、秋山本人が登場して告知を行った。系列局では次番組が差し替えとなる場合、自社で差し替えジャンクションを作成することになるが、時間枠の都合上同様の対応が取られた。例えばテレビ高知ではロケットの写真をバックに、同局アナウンサー（声のみ）が「そして、12月2日、日本人初!宇宙へ」と読み上げた。
  - 次週がプロ野球中継の場合、エンドカードの部分はその告知と中止の場合の雨傘番組の案内に差し替えていた。また、中継当日の前枠番組終了時は、試合が中止で雨傘番組に変更されることも考えられるためクロスプラグはなく、その代替としてエンドカードにナレーションを付けていた。なお、1990年4月以降の毎日放送では独自で野球中継の予告を挿入していた（阪神戦などの自社制作時は球場からの生映像をバックに、TBSならびに他の系列局による制作時はブルーバックで中継カードを表示。いずれもナレーションなし）。
- 1994年 - 現在　ジングル音が『チャラーン』[注 7]に変更され、画面の回転も廃止された。なお、一部番組ではチャイム音を使用していない。
  - TBSでは各当時のキャッチフレーズが表示される。TBS（筆記体ロゴ。白テロップ）6（一時期これに加え「もっと素敵に。」のキャッチフレーズも添えられていた）→ミクロコスモス（2パターンでアニメーション付き。ここからカラー表記）ロゴ→前身の青地ロゴ→「チャンネルロック」→「全力まじめ TBS」→「No TV, But TBS」となっている。他の地方局でも放送局のロゴを挿入するなどの対応を行うことがある。北海道放送（HBC）などは放送局のロゴは一切挿入されていない。
- 2000年以降からは次の番組の告知のみならず、「明日のこの時間は」というように翌日のその時間の番組も告知するようになった（2010年代後半からは「明日のTBSは」というように翌日のプライムタイムに放送される番組を告知している）。なお、TBSで中継される大型スポーツイベントや特に力を入れている特番が近い場合は代わりにそれらの告知を行うこともある。
- ドラマは1993年ごろまでは出演者が自ら告知をするパターンだったが、それ以降は本編からの映像に乗せて番組名のナレーションが入るだけのパターンに変更された。
- 『マツコの知らない世界』の場合、全編を通して前後のステブレを全て埋めて放送される番組[注 8]としている特性上、直前番組（通常編成時は『バナナサンド』）からステブレレスで本編に挿入する番組でありながら、例外的にクロスプラグが作られている。この場合、『JNNフラッシュニュース』[注 9]終了直後と直前番組の最終本編開始前のスポットCM枠の間に挿入される。

### テレビ東京
- 2003年9月頃に公開間近の「青春ばかちん料理塾」に出演した後藤真希と「17才 〜旅立ちのふたり〜」に出演した石川梨華と藤本美貴が次番組の告知や今夜の番組告知など担当した時期があり、次番組が「ハロー!モーニング。」の際は後藤・石川・藤本に加えモーニング娘。と共に告知した。
- 2006年4月3日から2009年4月3日まで、平日の18:30に『スキバラ』が設置されていた時期では、直前に放送されたアニメの主人公[注 10]が『スキバラ』出演者を呼び掛けてから行っていた。

- また、水曜18:30に『遊☆戯☆王デュエルモンスターズGX』、同19:00に『アイシールド21』が編成されていた時期では、後期になると、『GX』の遊城十代が「ヒーロー召喚!!」と叫んでカードを引き抜くと、『アイシールド』のキャラが登場して告知をするといった内容で行っていた。
- 2011年4月から同年7月24日までは、完全地上デジタル放送化の宣伝を兼ね、画面片方には地デジカと新チャンネル「7」を中心にした映像、もう片方には出演者か放送内容の映像で構成し、出演者かナレーターが「地デジ、7チャン、○○」または「××は地デジ、7チャン」と告知していた（ただし、テレビ愛知は「10チャン」バージョン用に差し替え）。
  - 但し『ポケットモンスター ベストウイッシュ』などのアニメでは、画面には地デジカなどの映像は出さない構成にし、ニュース系番組『ワールドビジネスサテライト』『neo sports』は、今までと同じやり方（地デジカ画面は出さず、「地デジ、7チャン」も無し）で行った。
  - また『美の巨人たち』は、地デジカ画面は出すものの、コメントは「この後は、『美の巨人たち』。』（声：小林薫）と通常と同じやり方だった。
- 2012年6月18日から同年6月25日までは、6月23日公開の映画『LOVEまさお君が行く!』の宣伝を兼ね、同映画出演の香取慎吾と広末涼子が告知していた。
- 2011年までは、18時枠と19時枠の番組は、テレビ東京が制作する劇場アニメ映画（『ポケモンシリーズ』『NARUTOシリーズ』など）の上映前や上映中はクロスプログラムを行わず、代わりにアニメ映画の予告を放送していた。だが2012年からは、同年7月9日から7月15日までは、7月14日公開の劇場用アニメ『劇場版ポケットモンスター ベストウイッシュ キュレムVS聖剣士 ケルディオ』の宣伝を兼ね、同作キャラのサトシ（声：松本梨香）やニャース（声：犬山イヌコ）が告知を行い、同年7月23日から7月29日までは、7月28日公開の『ROAD TO NINJA -NARUTO THE MOVIE-』の予告を兼ね、同作キャラのうずまきナルト（声：竹内順子）が告知を行った。
  - 双方とも担当番組は21時枠番組までで、22時枠番組からは通常バージョンとなる。
- 2013年1月より、月曜19:00台のアニメ『たまごっち! ゆめキラドリーム』『アイカツ!』では、『たまごっち!』終了後に同キャラのゆめみっち・キラリッち、そして『アイカツ!』の星宮いちご・霧矢あおいが共演して、『アイカツ!』の告知を行った。その後4月4日からは『アイカツ』は木曜18:00、『たまごっち』は木曜18:30に移動したが、これにともない、『たまごっち』→『アイカツ』の共演映像は『アイカツ』開始前に変更され、『アイカツ』→『たまごっち』の共演映像は番宣CMを流用した映像に変更したが、同年9月より『たまごっち』が新シリーズ『たまごっち!〜みらくるフレンズ〜』に代わったため、共演は廃止された。
- また「イナズマイレブン」シリーズと「ダンボール戦機」シリーズの以下のようなクロスプログラムも行われていた。  2011年11月9日放送分より、開始前には本作の松風天馬と直後番組『ダンボール戦機』の山野バンが登場し、（天馬）「イナズマイレブンGO」（バン）「ダンボール戦機」（2人）「始まるよ!!」と言ってから本作を放送、そして『ダンボール戦機』開始時には、天馬が「バンくん、後はよろしく!」と通信してから開始、番組終了時は（バン）「次回も僕たちの活躍」（2人）「見てくれよな!」と言って締める[注 11]（クロストーク形式）。  2012年1月18日からは『ダンボール戦機W』にタイトル変更されたため、バンから大空ヒロに変わり、天馬がヒロに「ヒロくん、後はよろしく!」と言いながら、サッカーボールを手渡して「このあとはダンボール戦機W」とヒロが言って開始する方式に変わった。また画面中央にはアニメを見る際の断り書きが添えられた。なお、どちらも地上波本放送のみで見られる演出で、BSジャパンおよびインターネット配信版では2作品とも1つ前の単独の視聴注意画面に差し替えられている。  2012年4月18日より、第2期『イナズマイレブンGO クロノ・ストーン』が放送開始。これに伴い番組冒頭ではSD化された天馬が「『イナズマイレブンGO クロノ・ストーン』、始まるよ!」と言いながら異空間へ消えていく映像に変更、バンとの共演は廃止された。ただし終了後のヒロへの受け渡しと、ラストの共演はそのまま継続された。  更に、2013年2月6日からはオープニングコールが再変更、またこの日からダンボール戦機Wへの受け渡しも変更、SD化された天馬が「この後は」と言うとサッカーボールにより画面が変更され、同じくSD化されたバン・ヒロ・花咲ランが「ダンボール戦機W」と言う形式に変わった。  2013年4月3日より『ダンボール戦機W』が『ダンボール戦機WARS』となった関係で、受け渡し画面構成は変わらなかったが、受け渡し相手はヒロから瀬名アラタに変更。そして約2年半に渡って行われた、番組終了時の共演は廃止された。  2013年5月8日より、第3期『イナズマイレブンGO ギャラクシー』が放送開始。これに伴い受け渡し画面構成と『ダンボール戦機WARS』側の相手は変更は無かったが、本作側のキャラは天馬と瞬木隼人に変更された。

### フジテレビ
※フジテレビでは「ジャンクション」と呼ばれている。
- - 1994年7月　特番期など臨時に行われることはあったが、恒常的には行われていなかった。
  - 特番期の時は、掌がズームアップして「チャンネルはそのまま!!」[注 12]というナレーションが出たり、1993年のキャンペーンCM「サービス」のキャラクターであるモグネロ（モグラのパペット）やチャンネル・ラ・カエルーナ（カエルのパペット）といった人形が、「♪テレビ、テレビ、チャンネルそのままフジテレビ」と歌って[注 13]から紹介していた。
- 1994年7月 - 現在　ジングルの後、「チッチッチッチッ」の効果音が入り、次の番組の告知をする。ジングルは『ティットーン』『ドゥドゥ』等何種類か存在し、使い分けられている。[注 14]
  - 『ニュースJAPAN』〜『FNN Live News α』までの各番組は生放送番組のため、専用ジングルに続けてキャスターが告知する形をとる。ただし、『ニュースJAPAN』初期のクロスプログラムでは、前枠が関西テレビ制作で同局出しの場合、他の番組と同じフォーマットで、事前収録のものになっていた。その場合であってもフジテレビは関東地区のみローカルで生告知に差し替えていた。現在は火曜日23時台前半が関西テレビ制作だが、『Live News α』の予告は23:30のバラエティ番組（フジテレビ制作）の終了後に流すため、このような現象はない。
  - 『プロ野球ニュース[注 15]』→『すぽると!』も生放送だったが、こちらはゲストが生出演する場合以外はその日の注目項目の関連映像を使用していた。
  - 1996年は当時のキャンペーンコピーであった「歌えフジテレビの歌」のキャッチフレーズを背景に、『SMAP×SMAP』と連続ドラマ各作品に限り、出演者たちがミュージカル風にクラシックに詞を付けた替え歌を歌った後、「この後すぐ」のナレーションが入る形式に統一されていた。ただし、『SMAP×SMAP』は同年5月の森且行のグループ脱退・降板で映像素材が全てお蔵入りとなり、開始2ヶ月のみで他の番組と同じフォーマットになった。上述の通りキャンペーンCMとしても放送しており、その時は最後が「歌え!フジテレビ（系列局(仙台放送、鹿児島テレビなど)ではナレーションを自局名に差し替え）」となっていた（こちらはドラマに限らず、バラエティ番組のバージョンもあった）。この場合、関西テレビのみ最後の部分を独自のテロップに差し替えていた（ナレーションはなし）。
- 『笑う犬』シリーズでは、出演者がラストに直後番組へのクロスプログラムのパロディをしてから、本来のクロスプログラムを行った。
  - 1998年10月〜1999年9月放送の『笑う犬の生活』（水曜23:00）では、内村光良（ウッチャンナンチャン）が『ニュースJAPAN』の当時のキャスター・安藤優子のパロディを行ってから、安藤が受け答えをするかたちで行った。
  - 1999年10月〜2003年9月放送の『笑う犬の冒険（→発見→情熱）』（日曜19:58）では、出演者が『発掘!あるある大事典』（関西テレビ制作）のクロスプログラムのパロディを行った。なお『あるある』は録画放送のため、司会の堺正章らの応答は無かった。
  - 2003年10月〜12月放送の『笑う犬の太陽』（火曜20:00）では、直後の『あなたの隣に誰かいる』（火9ドラマ）のパロディは行われなかった。
  - 2008年9月30日放送の復活特番『笑う犬2008秋』（22:30 - 23:24）では、直後番組が『ニュースJAPAN』になったため、内村が『ニュースJAPAN』の当時のキャスター・滝川クリステルのパロディを行った。ただしステーションブレイクが入ったため、『生活』時代の様な応答は無かった。
- 『ドラゴンボール改』・『ONE PIECE』では、2作品を合わせて『ドリーム9』と称しており、ドラゴンボール改終了後に双方のキャラクターにより『ONE PIECE』の告知が行われていた。
- 現在は番組後半の終盤CM枠終了部分に『金曜プレステージ』と『土曜プレミアム』がセットで告知される。大型イベント番組（『FNSの日』、『FNS歌謡祭』やたまに『カスペ!』など）がある場合は『金曜プレステージ』と『土曜プレミアム』のどちらかを休止して告知する。
  - 2013年4月からは、翌日番組などの15秒告知をするため、20時台以降の一部番組の告知時刻が速くなったが、同年7月からはその内の一部が元に戻った。
- 2016年4月から2018年3月まで日曜夜の『Mr.サンデー』と『スポーツLIFE HERO'S』のジャンクションでは、「Mr.サンデー」のキャスター・宮根誠司が、番組エンディングに「スポーツLIFE HERO'S」のキャスター・加藤綾子ら「HERO'S」出演陣に呼び掛けを行い、それを受けた形で「HERO'S」のジャンクションに入ることが恒例となっていた。
- 2016年10月以降、平日夕方のニュース・ワイドショー番組（『みんなのニュース』〜『イット!』の各番組）に限り、番組開始前ではなく『+ストリーム!・第1部』（2020年9月25日までは『直撃LIVE グッディ!』、同年9月28日から2022年4月1日までは『バイキングMORE』、同年4月4日から12月23日までは『ポップUP!』、2023年1月9日から3月31日までは『ぽかぽか』）終了後、ステブレレスで放送される（関東地区のみ、緊急時を除く）。こちらは30秒（後半30秒は19時からの番組の番宣、2023年3月までは15秒だった）の形式である。
- 2021年10月から2022年2月半ばまで、『鬼滅の刃 無限列車編&遊郭編』の本編終了直後に放送される『S-PARK』のジャンクションでは、その日の同番組に出演するスポーツ選手などが「鬼滅の刃の後は『S-PARK』!」とコールする形を取っていた。

### TOKYO FM(エフエム東京)
※TOKYO FMでは、「ジャンクション」、「クロストーク」などと呼ばれる。
- 平日朝の『ONE MORNING』から『Blue Ocean』、『THE TRAD』から『Skyrocket Company』など、平日の生ワイド番組では次の番組のパーソナリティとクロストークし、メッセージテーマ、ゲスト、プレゼントなどを告知する。（2014年度以前は平日午前の生ワイドのみだったが、2014年度以降、午後の生ワイドでも増えてきている。[2]）
- 全国ネット→ローカル番組となる場合などで告知が出来ない場合は、前後に放送される『TOKYO FM NEWS』（『サタデーNAVI』、『サンデーNAVI』、土曜・日曜のみ）や『ドライバーズ・インフォ』などで告知を行う。

### ニッポン放送
- 2014年3月31日から4:30-22:00の時間帯で実施。『キンコーン[注 16]』というジングル音の後、次番組の告知をする。ただし、1年後から使用番組は大幅に減っており、2023年現在では8:00 - 15:30の各番組のみとなっている。
- 聴取率調査週間では、この告知をしない番組であってもクロストークをして番組を接続することがある。

### J-WAVE
J-WAVEの場合、「番組の流れを断ち切らない」という考え方からほとんどの番組がステブレレスであることが関係し、開局当時からクロストークをする形で番組を引き継いでいるものが多い。
- 『TOKIO TODAY』のジョン・カビラと、『ANTE MERIDIEN』のデーヴ・フロム
- 『DO YOUR SATURDAY!』のクリステル・チアリ＆HIMEと『WEEKEND CONNECTION』福ノ上達也　※2003年3月末で土曜8時のクロストークを廃止
- 『J-WAVE GOOD MORNING TOKYO』のジョン・カビラ→別所哲也と『BOOM TOWN』のクリス智子
- 『J-WAVE TOKYO MORNING RADIO』の別所哲也と『POP UP!』の岡田マリア　※2017年3月末で平日9時のクロストークを廃止
- 『STEP ONE』のサッシャ＆ノイハウス萌菜と『GOOD NEIGHBORS』のクリス智子
- 『〜JK RADIO〜TOKYO UNITED』（ジョン・カビラ）と『ALL GOOD FRIDAY』のLiLiCo＆稲葉友